# Lo Birlot
Lo Birlot és una muntanya de 566 metres que es troba entre els municipis de Bot i Prat de Comte, a la comarca de la Terra Alta.
, muntanya del municipi de Bot.